# FA Cup 1871/72

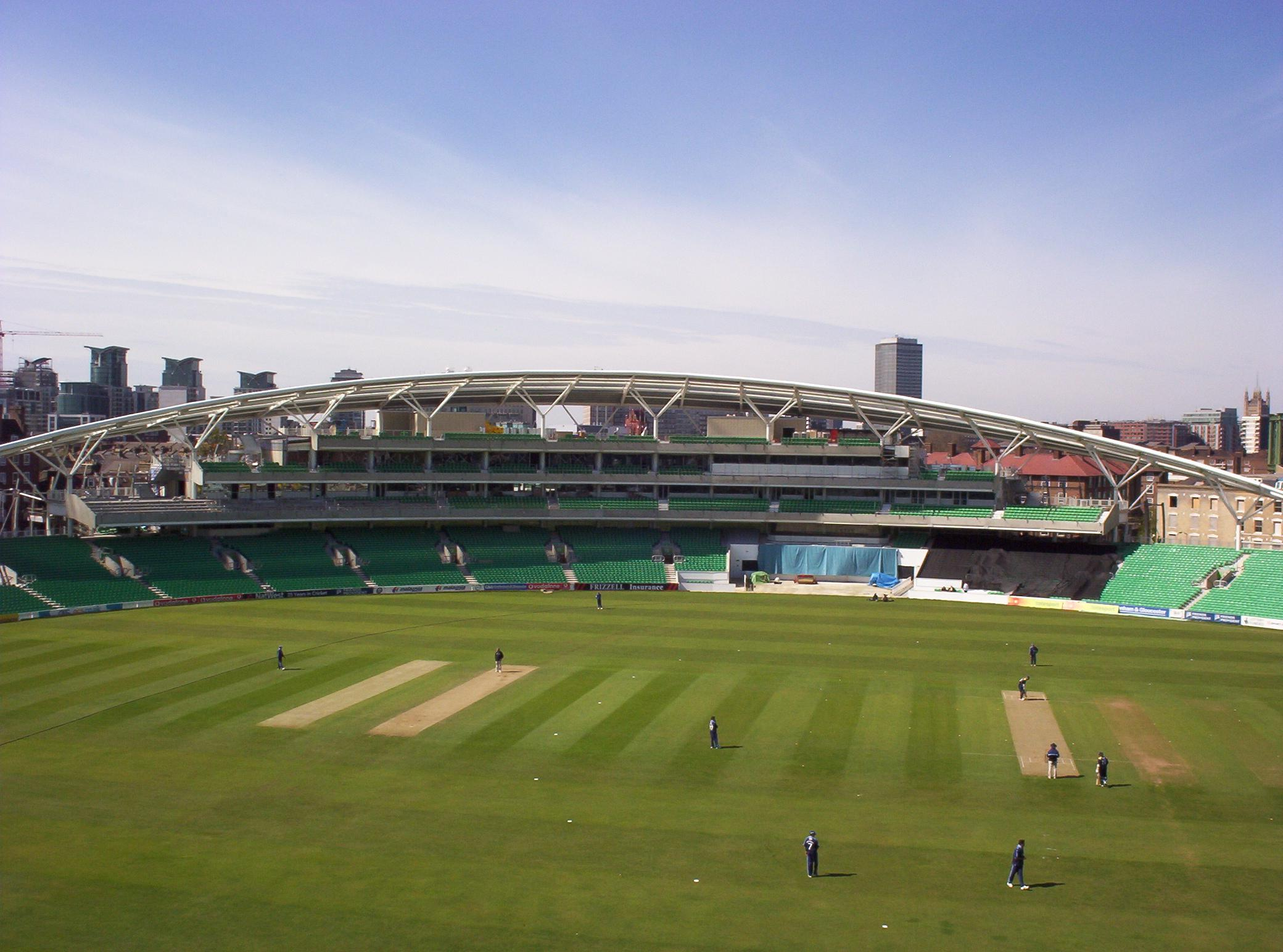
Das Finale fand im Kennington Oval statt

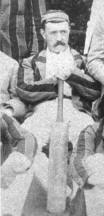
Morton Betts schoss das entscheidende Tor im Finale

Der FA Cup 1871/72 war die erste Austragung des The Football Association Challenge Cup (meist als FA Cup bekannt) und somit das weltweit erste Fußballpokalturnier. Die Pokalsaison begann mit 14 Vereinen; insgesamt waren jedoch 15 Vereine vertreten, da Hampstead Heathens in der ersten Runde kein Gegner zugeteilt wurde.
Der Pokalwettbewerb startete am 11. November 1871 mit der Ersten Runde und endete mit dem Finale im Kennington Oval in London am 16. März 1872 vor einer Kulisse von etwa 2.000 Zuschauern. Der Sieger des Wettbewerbes wurde Wanderers FC. Insgesamt wurden 13 Spiele ausgetragen.

## Wettbewerb

### Erste Runde
Die Hampstead Heathens kamen automatisch in die nächste Runde. Die Spiele zwischen den Royal Engineers AFC und den Reigate Priory sowie die Partie zwischen Wanderers FC und den Harrow Chequers konnten nicht ausgetragen werden, sodass sich die Gastgeber automatisch für die nächste Runde qualifizierten.
| Datum             |                     | Ergebnis |                  | Zuschauer |
| ----------------- | ------------------- | -------- | ---------------- | --------- |
| 11. November 1871 | Barnes FC           | 2:0      | Civil Service FC | 1.200     |
| 11. November 1871 | Hitchin FC          | 0:0      | Crystal Palace   | 750       |
| 11. November 1871 | FC Maidenhead       | 2:0      | FC Marlow        | 1.287     |
| 11. November 1871 | Upton Park FC       | 0:3      | Clapham Rovers   | 1.500     |
| nicht ausgetragen | Royal Engineers AFC |          | Reigate Priory   | –         |
| nicht ausgetragen | Wanderers FC        |          | Harrow Chequers  | –         |

Hitchin und Crystal Palace kamen nach dem 0:0 beide in die nächste Runde.
Ursprünglich war auch das Spiel zwischen Queen’s Park und Donington School für die 1. Runde angesetzt. Jedoch fanden beide Mannschaften keinen passenden Termin und wurden gemeinsam für die 2. Runde zugelassen, wo sie erneut aufeinandertreffen sollten. Hier verzichtete dann Donington auf das Spiel.

### Zweite Runde
Das Spiel zwischen dem FC Queen’s Park und der Donington School konnte nicht ausgetragen werden, sodass sich Queen’s Park für die nächste Runde qualifizierte.
| Datum             |                 | Ergebnis |                     | Zuschauer |
| ----------------- | --------------- | -------- | ------------------- | --------- |
| 16. Dezember 1871 | Crystal Palace  | 3:0      | FC Maidenhead       | 1.535     |
| 16. Dezember 1871 | Wanderers FC    | 1:0      | Clapham Rovers      | 2.000     |
| 23. Dezember 1871 | Barnes FC       | 1:1      | Hampstead Heathens  | 1.200     |
| 10. Januar 1872   | Hitchin FC      | 0:5      | Royal Engineers AFC | 750       |
| nicht ausgetragen | FC Queen’s Park |          | Donington School    | –         |

#### Wiederholungsspiel
| Datum          |                    | Ergebnis |           | Zuschauer |
| -------------- | ------------------ | -------- | --------- | --------- |
| 6. Januar 1872 | Hampstead Heathens | 1:0      | Barnes FC | 600       |

### Dritte Runde
Queen’s Park kam automatisch in das Halbfinale. Nach einem Unentschieden zwischen Wanderers FC und FC Crystal Palace qualifizierten sich beide ohne Nachholspiel für die darauffolgende Runde.
| Datum           |                     | Ergebnis |                    | Zuschauer |
| --------------- | ------------------- | -------- | ------------------ | --------- |
| 27. Januar 1872 | Royal Engineers AFC | 3:0      | Hampstead Heathens | ?         |
| 10. Januar 1872 | Wanderers FC        | 0:0      | Crystal Palace     | ?         |

### Halbfinale
Alle Spiele des FA Cup Halbfinals der Saison 1871/72 wurden im Kennington Oval ausgetragen. Beide endeten unentschieden. Das Spiel zwischen dem Royal Engineers AFC und dem FC Crystal Palace wurde wiederholt. Da Queen’s Park nicht aus Glasgow anreisen konnte, qualifizierte sich der Wanderers FC automatisch für das Pokalfinale.
| Datum            |                 | Ergebnis |                     | Zuschauer |
| ---------------- | --------------- | -------- | ------------------- | --------- |
| 17. Februar 1872 | Crystal Palace  | 0:0      | Royal Engineers AFC | 2.000     |
| 5. März 1872     | FC Queen’s Park | 0:0      | Wanderers FC        | 2.000     |

#### Wiederholungsspiele
| Datum             |                     | Ergebnis |                | Zuschauer |
| ----------------- | ------------------- | -------- | -------------- | --------- |
| 9. März 1872      | Royal Engineers AFC | 3:0      | Crystal Palace | 2.000     |
| nicht ausgetragen | Wanderers FC        |          | Queen’s Park   | –         |

### Finale
| Wanderers FC                                                    | Wanderers FC | Royal Engineers AFC | Royal Engineers AFC |
| --------------------------------------------------------------- | --- | --- | ------------------- |
| Wanderers FC                                                    | \| Finale \| \| Samstag, 16. März 1872 um 15:05 Uhr[1] in London (Kennington Oval) \| \| Ergebnis: 1:0 (1:0) \| \| Zuschauer: 2.000 \| \| Schiedsrichter: Alfred Stair (Upton Park) \| \| Spielbericht \|       | \| Finale \| \| Samstag, 16. März 1872 um 15:05 Uhr[1] in London (Kennington Oval) \| \| Ergebnis: 1:0 (1:0) \| \| Zuschauer: 2.000 \| \| Schiedsrichter: Alfred Stair (Upton Park) \| \| Spielbericht \|                                                                                | Royal Engineers AFC |
| Wanderers FC                                                    | Reginald Courtenay Welch – Edgar Lubbock – Albert Meysey-Thompson – Charles William Alcock, Edward Ernest Bowen, Alexander Bonsor, Morton Betts, William Crake, Thomas Hooman, Walpole Vidal, Charles Wollaston | Captain William Merriman – Captain Francis Marindin, Leutnant George Addison – Leutnant Alfred Goodwyn – Leutnant Hugh E. Mitchell, Leutnant Edmund Creswell, Leutnant Henry Renny-Tailyour, Leutnant Henry Rich, Leutnant Herbert Muirhead, Leutnant Edmond Cotter, Leutnant Adam Bogle | Royal Engineers AFC |
| Wanderers FC                                                    | 1:0 Morton Betts (15.) | | Royal Engineers AFC |
| Finale                                                          | | |                     |
| Samstag, 16. März 1872 um 15:05 Uhr in London (Kennington Oval) | | |                     |
| Ergebnis: 1:0 (1:0)                                             | | |                     |
| Zuschauer: 2.000                                                | | |                     |
| Schiedsrichter: Alfred Stair (Upton Park)                       | | |                     |
| Spielbericht                                                    | | |                     |